# Yoga (geslacht)
Yoga is een monotypisch geslacht van straalvinnige vissen uit de familie van de grondels (Gobiidae).

## Soort
- Yoga pyrops (Whitley, 1954)